# Janne Jukkola
Janne Jukkola, född 1977 i Lochteå, är en finländsk företagare och politiker (Samlingspartiet). Han är ledamot av Finlands riksdag sedan 2023.
Jukkola blev invald i riksdagsvalet 2023 med 3 480 röster från Vasa valkrets.